# Manuel de Ascázubi
Manuel de Ascázubi y Matheu, (né à Quito en 1804 et mort en 1876) était un homme d'État équatorien. Il a été vice-président de l'Équateur de 1845 à 1849. 